# Lammijärvi (Hietaniemi socken, Norrbotten, 737808-184494)
Lammijärvi är en sjö i Övertorneå kommun i Norrbotten och ingår i Torneälvens huvudavrinningsområde.